# ساخاروو
ساخاروو (به لهستانی:  Sacharewo) یک روستا در لهستان است که در گمینا خاینووکا واقع شده‌است.